# Fernando Daquilema
Fernando Daquilema (Kera Ayllu, 5 de juny de 1848-Yaruquíes, 8 d'abril de 1872) va ser un líder indígena equatorià, considerat un heroi per la lluita dels drets del seu poble.

## Biografia
Fernando Daquilema va néixer en 1849, el seu pare va ser Ignacio Daquilema, qui treballava a la hisenda Tungurahuilla i la seva mare era María Ruiz, tots dos descendents de l'ètnia Puruhá. Daquilema es va casar amb Martina Lozano, es desconeix si van tenir descendència.
Entre els anys 1860 es va produir una sobreexplotació de la força de treball dels indígenes de la jurisdicció del cantó Riobamba. La parròquia de Yaruquíes, on es va gestar la revolta de Fernando Daquilema, va anar de les que més va sofrir una dràstica reducció dels seus efectius demogràfics i un dels majors increments proporcionals en el pagament del delme, entre 1870 i 1873.

## Lluita Indígena
Preocupats pel pagament de tributs i per la sobre explotació, els habitants de les comunitats de Cacha van prendre venjança contra un delmer que consideraven prepotent i abusiu, al qual ho van matar.
Fernando Daquilema reuneix la seva gent de la comarca i emprèn la presa d'alguns centres poblats com Yaruquiés i Cajabamba; sobtadament alguns indígenes es desbanden i llavors Daquilema ordena prendre's Punín, que cau sota el control dels revoltats encapçalats per la capitana Manuela León, nadiua de la comunitat de San Francisco de Macshi, avui conegut com a San Francisco de Asís, una dona bella, valenta i amb molt d'empipament i set de venjança. El governador de la província va demanar reforços que van arribar des d'Ambato i Quito, amb els que va reprendre la població de Punín després que va ser abandonada pels indígenes. La repressió que va seguir va ser despietada.
Al desembre de 1871, va arribar al màxim la indignació dels pobles indígenes davant l'opressió que sentien a través de l'encara existent cobrament dels delmes. Fernando Daquilema, descendent dels Duchicelas, encapçala l'aixecament a Cacha (avui la primera parròquia indígena de l'Equador), desconeixent el govern benvolgut com de blancs que reprimeix i explota; aspirant a formar un nou govern que consideri als indígenes en igualtat de condicions que els blancs i mestissos. A prop a la llacuna de Kápak-kucha (llacuna del rei), en la placeta de la capella del Rosari, que en l'actualitat queda en la Comunitat de Cachatón San Francisco (Hatun cacha), van ser convocats els indígenes a una gran assemblea amb la finalitat de triar un cap per als objectius que tenien. Tots van escollir Daquilema com el seu cap, perquè hi van veure coratge, tremp, decisió i fermesa. Van tocar la campana, la botzina, churus i la gent va cridar: "Ñucanchi Jatun Apu" (el nostre Gran Senyor); i, prenent un mantell i la corona de San José, li van nomenar rei. Daquilema, jove de 23 anys, va iniciar la seva missió conformant, amb gran estratègia i saviesa, un exèrcit compost per una cavalleria que sobrepassava les 500 unitats i per milers d'homes i dones disposats a lluitar cos a cos amb les autoritats, enfrontant a les forces de l'exèrcit.

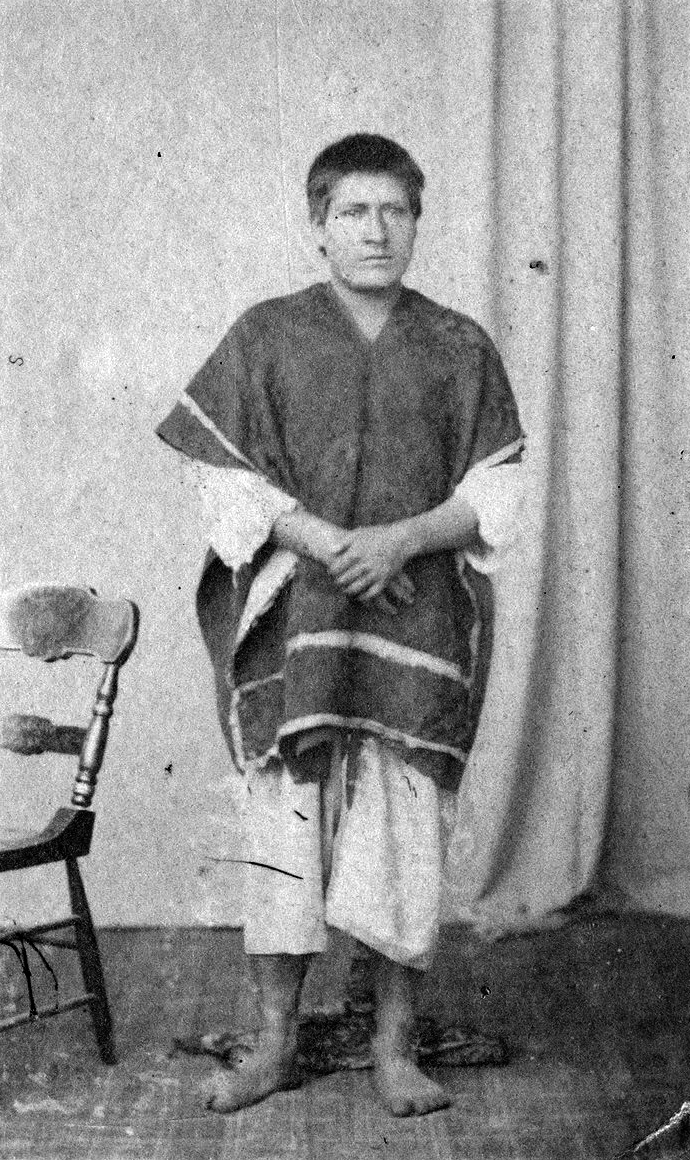
Retrat de Fernando Daquilema, de Leonce Labaure el 1872, Arxiu Leibniz-Institut für Länderkunde.

Atacaren Cajabamba amb 10 000 indígenes armats amb el que tenien, les dones amb pedres, pals, tupus,  huaraca, garrotxes; s'estableix la lluita a mort, no tenen bons resultats, són presos presos centenars d'indígenes. Després es van reorganitzar i designen a Manuela León perquè capitanegi l'atac a Punín; Manuela amb un exèrcit de centenars d'homes i dones enfronten a les milícies enviades pel governador. És cèlebre l'enfrontament entre aquesta dona i el tinent Miguel Vallejo, com felina salvatge es va llançar sobre ell per clavar-li la garrotxa al pit i després li va arrencar els ulls, guardant-los en la faixa de la seva anaco; per fi es va consumar la seva venjança per haver-la violat salvatgement abans. Es van prendre amb facilitat el poble, van alliberar els presos i després es van retirar davant la notícia que venien reforços de soldats. El governador va enviar més de 150 soldats armats per perseguir els capitostos.
Davant la despietada persecució soferta, alguns capitostos presos van sol·licitar l'indult, amb la condició de deposar l'aixecament, la qual cosa els va concedir pel governador, aquesta decisió va ser publicada el 25 de desembre en les parròquies preses. Considerat això per Daquilema com una traïció per part d'aquests dirigents i sentint-se traït, es va lliurar a les milícies garcianas, no sense abans haver abraçat a la seva dona i al seu petit fill. Després va ser capturat i conduït a la presó de Riobamba, on es trobaven empresonats altres dirigents.
El consell de guerra va ordenar a les tropes, sense cap judici previ, que lligats a una picota executessin Julián Manzana i Manuel León, en presència de més de dos-cents indígenes que les autoritats van portar amb la custòdia necessària, perquè prenguin escarment i no es tornin a insurreccionar. Els historiadors presumeixen que aquest desconegut “Manuel León” sigui en realitat Manuela León, que podia haver estat confosa amb home donada les circumstàncies del moment.
La presó de Fernando Daquilema va tenir rivets heroics. Podia haver fugit de Cacha però no ho va fer, va manar als seus capitans que es desbandessin en silenci i ell va ascendir al pujol més alt per a explorar el lloc on estaven els milicians als quals va mirar llargament i va cridar: “Aquí estic” després va caminar amb arrogància i es va posar enfront d'ells i va insistir: “Aquí estic” Qui ets tu? Li van preguntar Com et dius? un altre soldat li va dir en quítxua: “Ima shuti cangui? -Fernando Daquilema-, va ser la resposta i llavors li van lligar les mans cap endarrere i el van portar a la presó.
El 23 de març es va iniciar el judici a Yaruquíes per “motí, assassinats, robatoris i incendis” i el Jutge va demanar als acusats que designin defensors, cosa que per descomptat ningú va realitzar. Daquilema va ser condemnat a l'afusellament i un testimoni va signar per ell, era illetrat, dient que estava conforme amb la pena. De seguida el van portar en processó a la capella perquè passés la seva última nit. Un sacerdot li va demanar que repetís les pregàries. A les sis del matí es va tocar diana. A les set va sortir la processó amb el condemnat i a les vuit va arribar a la plaça de Yaruquíes, on s'havia improvisat una cel·la. A les onze els pregoners van anunciar la sentència per bàndol, després van treure al reu, vestit de blanc, que va marxar amb dos sacerdots als seus costats. Li van lligar els peus i mans, mentre en els pujols una munió indígena presenciava des de lluny l'escena. Els tambors van començar a tocar, es va retirar l'escorta i el capità li va preguntar si volia alguna gràcia o alguna cosa. Daquilema va contestar “Manapi” que significa “res o cap” en kichwa i llavors va començar un discurs dedicat als indis, i a les 11 a. m., el van matar a trets.

## Honors i distincions
El 5 de novembre de 2010, el ple de l'Assemblea Nacional de l'Equador, per resolució presa per unanimitat, va declarar heroi i heroïna de l'Equador a Fernando Daquilema i Manuela León.